# Rüfüs Du Sol/Diskografie
Diese Diskografie ist eine Übersicht über die musikalischen Werke der australischen Alternative-Dance-Gruppe Rüfüs Du Sol, ehemals nur Rüfüs. Den Schallplattenauszeichnungen zufolge hat sie bisher mehr als 1,9 Millionen Tonträger verkauft. Ihre erfolgreichste Veröffentlichung ist die Single You Were Right mit über 480.000 verkauften Einheiten.

## Alben

### Studioalben
| Jahr | Titel Musiklabel                                   | Höchstplatzierung, Gesamtwochen, AuszeichnungChartplatzierungen (Jahr, Titel, Musiklabel, Platzierungen, Wochen, Auszeichnungen, Anmerkungen) | Höchstplatzierung, Gesamtwochen, AuszeichnungChartplatzierungen (Jahr, Titel, Musiklabel, Platzierungen, Wochen, Auszeichnungen, Anmerkungen) | Höchstplatzierung, Gesamtwochen, AuszeichnungChartplatzierungen (Jahr, Titel, Musiklabel, Platzierungen, Wochen, Auszeichnungen, Anmerkungen) | Höchstplatzierung, Gesamtwochen, AuszeichnungChartplatzierungen (Jahr, Titel, Musiklabel, Platzierungen, Wochen, Auszeichnungen, Anmerkungen) | Höchstplatzierung, Gesamtwochen, AuszeichnungChartplatzierungen (Jahr, Titel, Musiklabel, Platzierungen, Wochen, Auszeichnungen, Anmerkungen) | Anmerkungen                                               |
| Jahr | Titel Musiklabel                                   | CH | UK | US | AU | NZ | Anmerkungen                                               |
| ---- | -------------------------------------------------- | --- | --- | --- | --- | --- | --------------------------------------------------------- |
| 2013 | Atlas Sweat It Out                                 | — | UK96 (1 Wo.)UK | — | AU1 Platin · (34 Wo.)AU | — | Erstveröffentlichung: 9. August 2013 Verkäufe: + 70.000   |
| 2016 | Bloom Sweat It Out                                 | — | — | — | AU1 Platin · (28 Wo.)AU | NZ14 (2 Wo.)NZ | Erstveröffentlichung: 22. Januar 2016 Verkäufe: + 70.000  |
| 2018 | Solace Rose Avenue • Sony Music Australia • Warner | — | — | — | AU2 Gold · (6 Wo.)AU | NZ32 Gold · (1 Wo.)NZ | Erstveröffentlichung: 19. Oktober 2018 Verkäufe: + 42.500 |
| 2021 | Surrender Rose Avenue • Warner                     | CH89 (1 Wo.)CH | — | — | AU1 (16 Wo.)AU | NZ27 (1 Wo.)NZ | Erstveröffentlichung: 22. Oktober 2021                    |
| 2023 | Live from Joshua Tree Warner                       | — | — | — | AU14 (1 Wo.)AU | — | Erstveröffentlichung: 30. Juni 2023                       |
| 2024 | Inhale / Exhale Warner                             | CH18 (1 Wo.)CH | — | US179 (1 Wo.)US | AU3 (3 Wo.)AU | NZ23 (1 Wo.)NZ | Erstveröffentlichung: 11. Oktober 2024                    |

### Remixalben
| Jahr | Titel Musiklabel           | Anmerkungen                             |
| ---- | -------------------------- | --------------------------------------- |
| 2019 | Solace Remixed Rose Avenue | Erstveröffentlichung: 6. September 2019 |

### EPs
| Jahr | Titel Musiklabel       | Anmerkungen                          |
| ---- | ---------------------- | ------------------------------------ |
| 2011 | Rüfüs Monekeleon       | Erstveröffentlichung: 1. Januar 2011 |
| 2012 | Rüfüs (Blue) Gigpiglet | Erstveröffentlichung: 6. April 2012  |

## Singles
| Jahr | Titel Album                       | Höchstplatzierung, Gesamtwochen, AuszeichnungChartplatzierungen (Jahr, Titel, Album, Platzierungen, Wochen, Auszeichnungen, Anmerkungen) | Höchstplatzierung, Gesamtwochen, AuszeichnungChartplatzierungen (Jahr, Titel, Album, Platzierungen, Wochen, Auszeichnungen, Anmerkungen) | Höchstplatzierung, Gesamtwochen, AuszeichnungChartplatzierungen (Jahr, Titel, Album, Platzierungen, Wochen, Auszeichnungen, Anmerkungen) | Anmerkungen                                                  |
| Jahr | Titel Album                       | UK | AU | NZ | Anmerkungen                                                  |
| ---- | --------------------------------- | --- | --- | --- | ------------------------------------------------------------ |
| 2011 | We Left Rüfüs                     | — | — | — | Erstveröffentlichung: 25. Juli 2011                          |
| 2012 | This Summer / Selena Rüfüs (Blue) | — | — | — | Erstveröffentlichung: 16. Juli 2012                          |
| 2013 | Take Me Atlas                     | — | AU— ×2DoppelplatinAU | — | Erstveröffentlichung: 8. März 2013 Verkäufe: + 140.000       |
| 2013 | Desert Night Atlas                | — | AU— PlatinAU | — | Erstveröffentlichung: 21. Juni 2013 Verkäufe: + 70.000       |
| 2013 | Tonight Atlas                     | — | AU— GoldAU | — | Erstveröffentlichung: 22. November 2013 Verkäufe: + 35.000   |
| 2014 | Sundream Atlas                    | — | AU47 ×2Doppelplatin · (1 Wo.)AU | — | Erstveröffentlichung: 21. März 2014 Verkäufe: + 140.000      |
| 2015 | You Were Right Bloom              | — | AU22 ×6Sechsfachplatin · (10 Wo.)AU | NZ— ×2DoppelplatinNZ | Erstveröffentlichung: 26. Juni 2015 Verkäufe: + 480.000      |
| 2015 | Like an Animal Bloom              | — | AU44 ×3Dreifachplatin · (2 Wo.)AU | — | Erstveröffentlichung: 25. September 2015 Verkäufe: + 210.000 |
| 2015 | Innerbloom Bloom                  | — | AU— ×3DreifachplatinAU | — | Erstveröffentlichung: 20. November 2015 Verkäufe: + 210.000  |
| 2016 | Say a Prayer for Me Bloom         | — | AU— ×2DoppelplatinAU | — | Erstveröffentlichung: 13. Januar 2016 Verkäufe: + 140.000    |
| 2016 | Be with You Bloom                 | — | — | — | Erstveröffentlichung: 1. Juli 2016                           |
| 2018 | No Place Solace                   | — | AU41 Platin · (1 Wo.)AU | — | Erstveröffentlichung: 25. Mai 2018 Verkäufe: + 70.000        |
| 2018 | Underwater Solace                 | — | AU— PlatinAU | — | Erstveröffentlichung: 10. August 2018 Verkäufe: + 110.000    |
| 2018 | Lost in My Mind Solace            | — | AU— GoldAU | — | Erstveröffentlichung: 5. September 2018 Verkäufe: + 35.000   |
| 2018 | Treat You Better Solace           | — | AU— PlatinAU | — | Erstveröffentlichung: 9. November 2018 Verkäufe: + 110.000   |
| 2021 | Alive Surrender                   | — | — | — | Erstveröffentlichung: 13. Juli 2021                          |
| 2021 | Next to Me Surrender              | — | — | — | Erstveröffentlichung: 11. August 2021                        |
| 2021 | On My Knees Surrender             | — | AU29 (6 Wo.)AU | — | Erstveröffentlichung: 24. September 2021 Verkäufe: + 65.000  |
| 2021 | I Don’t Wanna Leave Surrender     | — | — | — | Erstveröffentlichung: 22. Oktober 2021                       |

## Musikvideos
| Jahr | Titel               | Regisseur(e)             |
| ---- | ------------------- | ------------------------ |
| 2011 | We Left             | Katzki                   |
| 2012 | This Summer         | Katzki                   |
| 2013 | Take Me             | Katzki                   |
| 2013 | Desert Night        | Katzki                   |
| 2013 | Tonight             | Katzki                   |
| 2014 | Sundream            | Katzki & Jackson Mullane |
| 2015 | You Were Right      | Katzki                   |
| 2015 | Like an Animal      | Katzki                   |
| 2016 | Say a Prayer for Me | Toby + Pete              |
| 2016 | Be with You         | Katzki                   |
| 2016 | Innerbloom          | Katzki                   |
| 2018 | No Place            | Katzki                   |
| 2018 | Lost in My Mind     | Drew Kirsch              |
| 2019 | Treat You Better    | Leah Barylsky & Katzki   |
| 2021 | Next to Me          | Osk                      |
| 2021 | Alive               | James Frost              |
| 2021 | On My Knees         | Katzki & Ruff Mercy      |
| 2021 | I Don’t Wanna Leave | Katzki                   |

## Statistik

### Chartauswertung
|                     | CH    | UK    | US    | AU    | NZ    |
| ------------------- | ----- | ----- | ----- | ----- | ----- |
| Nummer-eins-Alben   | CH—CH | UK—UK | US—US | AU3AU | NZ—NZ |
| Top-10-Alben        | CH—CH | UK—UK | US—US | AU5AU | NZ—NZ |
| Alben in den Charts | CH2CH | UK1UK | US1US | AU6AU | NZ4NZ |

|                       | CH    | UK    | US    | AU    | NZ    |
| --------------------- | ----- | ----- | ----- | ----- | ----- |
| Nummer-eins-Singles   | CH—CH | UK—UK | US—US | AU—AU | NZ—NZ |
| Top-10-Singles        | CH—CH | UK—UK | US—US | AU—AU | NZ—NZ |
| Singles in den Charts | CH—CH | UK—UK | US—US | AU5AU | NZ—NZ |

### Auszeichnungen für Musikverkäufe
| Goldene Schallplatte - Kanada - 2022: für die Single Treat You Better - 2024: für die Single On My Knees - 2024: für die Single Underwater - Polen - 2024: für die Single On My Knees |

Anmerkung: Auszeichnungen in Ländern aus den Charttabellen bzw. Chartboxen sind in ebendiesen zu finden.
| Land/RegionAuszeichnungen für Musikverkäufe (Land/Region, Auszeichnungen, Verkäufe, Quellen) | Gold     | Platin       | Verkäufe  | Quellen              |
| -------------------------------------------------------------------------------------------- | -------- | ------------ | --------- | -------------------- |
| Australien (ARIA)                                                                            | 3× Gold3 | 24× Platin24 | 1.785.000 | aria.com.au          |
| Kanada (MC)                                                                                  | 3× Gold3 | —            | 120.000   | musiccanada.com      |
| Neuseeland (RMNZ)                                                                            | Gold1    | 2× Platin2   | 67.500    | radioscope.co.nz NZ2 |
| Polen (ZPAV)                                                                                 | Gold1    | —            | 25.000    | olis.pl              |
| Insgesamt                                                                                    | 8× Gold8 | 26× Platin26 |           |                      |